# Полесье (стадион, Лунинец)
Стадион «Полесье» — многофункциональный стадион в городе Лунинец Брестской Области Республики Беларусь. Максимальная вместимость — 3090 человек. Является домашним стадионом футбольного клуба «Лунинец».

## История
После капитальной реконструкции 2007—2009 гг. 2 трибуны стадиона вмещают 3090 зрителей. Западная трибуна оборудована козырьком. Во время реконструкции установлено ЖК-табло, отремонтированы пресс-центр, раздевалки и подсобные помещения. Футбольное поле с искусственным покрытием окаймлено беговыми дорожками.